# シクロケア
株式会社シクロケアは、大阪府羽曳野市に本社を置く福祉用具メーカー。
手すりやすのこ、スロープなどのバリアフリー環境を整える福祉用具の製造および販売全般を行っている。

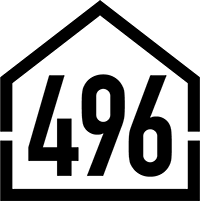
簡易ロゴ

## 沿革
- 1997年3月 - 株式会社シクロケアを設立。
- 2019年3月 - 株式譲渡により、株式会社幸和製作所の完全子会社となる。
- 2020年12月 - 企業ブランドをリニューアル

## 主な製品
- 手すり
据置型手すり
屋外用手すり
屋内用手すり

- すのこ
浴室用すのこ
浴槽用すのこ

- スロープ
屋外用スロープ
屋内用スロープ
バリアフリーレール
- 歩行車
屋外用歩行車